# دونگ ها
دونگ ها (به لاتین: Đông Hà) یک شهر در ویتنام است که در استان کوانگ تری واقع شده‌است.

## خصوصیات
دونگ ها ۷۲٫۹۶ کیلومترمربع مساحت و ۸۲٬۰۴۶ نفر جمعیت دارد.